# Gusakovec
Gusakovec falu Horvátországban Krapina-Zagorje megyében. Közigazgatásilag Gornja Stubicához tartozik.

## Fekvése
Zágrábtól 23 km-re északra, községközpontjától 5 km-re északkeletre a Horvát Zagorje területén a megye délkeleti részén fekszik.

## Története
A településnek 1857-ben 309, 1910-ben 568 lakosa volt. Trianonig Zágráb vármegye Stubicai járásához tartozott. 2001-ben 229 lakosa volt.

## Nevezetességei
A Lojzek-ház egy egyemeletes a zagorjei faházak jellegzetességeivel épített üdülőépület, mely elsősorban a falusi turizmust kedvelők és zarándokok számára kínál kényelmes pihenést.
Védett kulturális műemlék a Zrinščaki településrész dombján épített hagyományos építésű lakóépület. A ház a 19. században épült, masszív, kézzel faragott tölgyfadeszkákból vízszintesen egymásra rakva és összekapcsolva, durván faragott kőtömbökre fektetve. A belső tér eredeti formájában maradt fenn. A földszintet és az első emeletet egy külső fedett lépcsővel kötötték össze, amely az emelet nyitott verandájára (ganjk) vezet. A kapcsolódó gazdasági épületek is fennmaradtak.

## Külső hivatkozások
Gornja Stubica község honlapja